# Staurastrum pinnatum
Staurastrum pinnatum là một loài Song tinh tảo trong họ Desmidiaceae, thuộc chi Staurastrum.